# Mesaugn
En Mesaugn är en roterugn som används i kemikalieåtervinningscykeln vid kemiska pappersmassaindustrier baserade på sulfatprocessen. I mesaugnen kalcineras "mesa", som utgörs av en avvattnad slurry främst bestående av utfällt kalciumkarbonat, till kalciumoxid (bränd kalk). Kalcineringen kallas ofta ombränning. 

## Utformning och bränsle
Ugnarna är utformade som långa rörformade roterugnar för att ge erforderlig uppehållstid för kalcineringsprocessen. Hela ugnen är svagt lutande och mesan tillförs i den högre liggande änden och matas genom ugnens rotation successivt till den lägre änden där den ombrända kalken (CaO) matas ut via kylare. 
Ugnarna är tegelklädda på insidan och ofta försedda med hängande kedjor för att förbättra värmeöverföringen från rökgas till kalk.
Uppvärmningen sker genom direktverkande förbränning av olja eller naturgas och brännaren är placerad i den nedre liggande änden. För att minska användningen av fossila bränslen utnyttjas ofta biobränslen såsom tallolja eller torrt spån som bränsle. Vissa bruk genererar brännbar gas från torkade ved- och barkrester. Även andra brännbara ämnen kan utnyttjas såsom de illaluktande och icke kondenserbara gaserna, som bildas framför allt under kokprocesserna, och som frigörs i indunstningsanläggningarna. Även med svavelföreningar förorenad metanol, som ofta separeras som en biprodukt i indunstningen, kan användas som bränsle i mesaugnar. 

## Processer

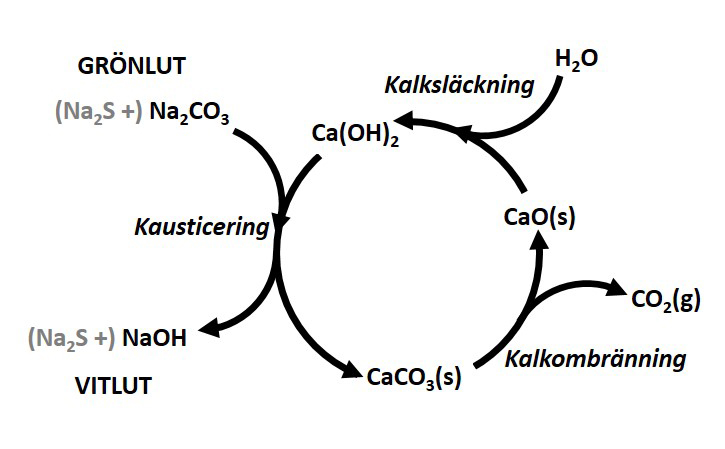
Diagram över kalkcykeln i sulfatfabrik

Mesa är benämningen för det slam huvudsakligen bestående av kalciumkarbonat, CaCO3, som bildas vid kausticering av grönlut.
Kalcinering av mesa sker i mesaugnar genom torkning och upphettning av mesan till ca 1100 oC varvid kalciumkarbonatet omvandlas till bränd kalk (CaO):
CaCO3 (s)  →  CaO (s) + CO2 (g)
Den brända kalken används för kausticering av grönlut, vilket innebär att grönlutens natriumkarbonat (Na2CO3) med hjälp av bränd kalk omvandlas till natriumhydroxid (NaOH). Grönluten omvandlas härigenom till s.k. vitlut:
CaO (s) + H2O (l) → Ca(OH)2 (aq)
Ca(OH)2 (aq) + Na2CO3 (aq) →  CaCO3 (s) + 2NaOH (aq)
Kalciumkarbonatet avskiljs från vitluten, tvättas och avvattnas och återförs därefter till mesaombränningen. Härigenom utgör mesaugnen med mesaombränningen ett huvudsteg i den så kallade kalkcykeln där bränd kalk används för att generera den natriumhydroxid i vitluten, som behövs för pappersmassaframställningen och där den utfällda mesan sedan bränns på nytt.
Mesaombränningen sker aldrig helt fullständigt och dessutom kan ämnen medfölja i mesan som stör själva bränningsprocessen (såsom natrium i form av natriumkarbonat och natriumhydroxid). Vissa medföljande ämnen kan också störa kausticeringsprocessen och en mindre mängd mesa går alltid förlorad eller måste avlägsnas för att undvika ackumulering av störande ämnen, så kallade processfrämmande ämnen. Som exempel på sådana processfrämmande ämnen kan nämnas aluminiumoxid (Al2O3), järnoxid (Fe2O3), och kiseldioxid (SiO2). Avlägsnad mesa måste naturligtvis ersättas antingen med färsk kalk (CaO) eller med kalksten (CaCO3) för att kalkmängden i kalkcykeln ska bibehållas.